# 全新的我！/大幹一場
《全新的我！/大幹一場》（新しい私になれ！/ヤッタルチャン）是日本女子偶像組合S/mileage的第14張單曲，於2013年7月3日由hachama發售。

## 概要
- 《全新的我！/大幹一場》是S/mileage第一張2A單曲。
- 《全新的我！!》於「Hello! Project 野音Premium LIVE」首次披露。
- 《大幹一場》首次以中西香菜為中心，並於第2枚原創專輯《②Smile Sensation》發行活動中首次披露。
- 此單曲共有5個版本，分別為「初回生產限定盤A－D」和「CD ONLY」。「初回生產限定盤A」收錄了《全新的我！》的PV；「初回生產限定盤B」收錄了《大幹一場》的PV；「初回生產限定盤C」收錄了《全新的我！》、《大幹一場》的PV和製作花絮（Making）。
- A面曲《大幹一場》收錄在ANGERME（S/mileage）於2015年11月25日發行的精選專輯《S/mileage / ANGERME SELECTION ALBUM 「大器晩成」》，而A面曲《全新的我！》並沒有收錄於該精選專輯
- 在2013年7月15日於Oricon公信榜單曲週榜取得第4名。

## 收錄內容

### CD
1. 全新的我！
（作詞、作曲：淳君　編曲：江上浩太郎）
2. 大幹一場
（作詞、作曲：淳君　編曲：大久保薫）
3. 全新的我！（Instrumental）
4. 大幹一場（Instrumental）

### DVD（初回生產限定盤A）
1. 全新的我！（Music Video）
2. 全新的我！（Dance Shot Ver.）

### DVD（初回生產限定盤B）
1. 大幹一場（Music Video）
2. 大幹一場（Dance Shot Ver.）

### DVD（初回生產限定盤C）
1. 全新的我！（Close-up Ver.）
2. 大幹一場（Close-up Ver.）
3. Making of

## 外部連結
- S/mileage官方網站（页面存档备份，存于）（日語）
- YouTube上的《全新的我！》PV
- YouTube上的《大幹一場》PV